# Kopácsi István
Kopácsi István (? – Sárospatak, 1562 körül) – lelkész, reformátor, iskolaalapító.

## Élete
Kopácsi István születési helyét nem ismerjük. Eredetileg  Sárospatakon volt Ferenc-rendi szerzetes és Perényi Péter pártfogását élvezve működött Sárospatakon és annak környékén, majd 1530 körül iskolát is nyitott ugyanitt.
1542-ben Wittenbergbe ment, ahol beiratkozott az egyetemre, nemsokára azonban hazatért, Drágfy Gáspár ekkor bízta meg az erdődi egyház és iskola vezetésével.
1547-ben Nagybányán volt lelkész és iskolaalapító. 1549-ben Sárospatakra ment, ahol az iskolát kollégiummá fejlesztette.
1562-ben az ő elnökletével fogadta el a tarcali zsinat Béza kálvini szellemű hitvallását.
Sárospatakon halt meg 1562 körül.